# Babice (Olomouc)
Babice (in tedesco Babitz) è un comune della Repubblica Ceca facente parte del distretto di Olomouc, nella regione di Olomouc.